# Chrysometa rincon
Chrysometa rincon là một loài nhện trong họ Tetragnathidae.
Loài này thuộc chi Chrysometa. Chrysometa rincon được Herbert W. Levi miêu tả năm 1986.